# Панчер
Панчер (енгл. Puncheur) је име које се додељује друмским тркачима који су специјализовани за терене са кратким али стрмим пењањем. Анатомија пунчеура је већа висина од обичних брдаша, нешто веча килажа и шири распон рамена. Такви бициклисти због вече снаге могу да побегну из главнине за кратко време и брзим, кратким успоном победе етапу. 
Најбољи терен им представљају једнодневне класике, које имају мешани терен са брдима која имају успон 1-2 km са успоном 10–20%. Пример тих класика су Флеш Валон, Лијеж—Бастоњ—Лијеж, Амстел голд рејс.
Примери панчеура су Филип Жилбер, Петер Саган, Матеј Мохорич, Хоаким Родригез, Данило ди Лука, Грег ван Авермат.